# 荷兰艾瑟尔河
荷兰艾瑟尔河（荷蘭語：Hollandse IJssel，荷蘭語發音：[ˌɦɔlɑntsə ˈʔɛisəl]）是荷兰乌得勒支省和南荷蘭省的一条河流，长46千米，自尼沃海恩向西流经艾瑟尔斯泰恩、豪达、艾瑟尔河畔卡佩勒，在艾瑟尔河畔克林彭流入新马斯河。